# کارستن آرینس
کارستن آرینس (به آلمانی: Carsten Arriens) (زادهٔ ۱۱ آوریل ۱۹۶۹) تنیس‌باز اهل آلمان است.